# 黑频道

西德德国电视一台（ARD）在东德的覆盖范围，黑色地区被东德人称为“无知之谷”（Tal der Ahnungslosen），红点为西德发射站。东德居民亦称ARD的缩写是“除了吕根岛和德累斯顿”（Außer Rügen und Dresden" ）

《黑频道》（德語：Der schwarze Kanal）是1960至1989年间民主德国电视台制作的每周播出的政治宣传节目，每期节目主要内容为重新剪辑的近期西德电视节目，再加上东德电视台的评论。

## 历史
《黑频道》由卡尔·爱德华·冯·施尼茨勒主持，于1960年3月21日首播，时长20分钟。节目的名称“黑频道”（Schwarze Kanal）在字面上亦可作“黑色沟渠”解，为德国水管工人描述下水道的术语。这一节目的建立目的和名称来源也是为了反击1958至1960年间的西德电视节目《红色观点》（Die rote Optik），这一节目是记者蒂洛·科赫主持的，其内容为对东德电视节目的点评。虽然《黑频道》制作时主要的目标受众为东德居民，但节目制作者也希望能够收到东德电视一台的西方观众收看这一节目。
在东德境内除东萨克森德累斯顿外，其他地区均能接收到大多数西德电视节目，德累斯顿因故得名“无知之谷”。虽然东德政府可以干扰英国广播公司（BBC）和美国占领区广播电台（RIAS）的广播节目，但由于干扰电视节目会影响到西德，考虑到这一技术限制以及其外交影响，对西德电视节目的干扰几乎是不可能的；另外，这种做法也会导致西德出于报复，干扰东德的广播节目。
民主德国电视台的解决方案是，将德國公共廣播聯盟（ARD）和德国电视二台（ZDF）中不受东德居民欢迎的片段录制下来，或是对同一新闻采用不同视角报道；播放时通常会加上评论，来解释新闻的“真正含义”，或是表现该片段如何的“不真实”以及“存在谬误”。
1960年代和1970年代早期，收看《黑频道》在某些地区是强制的，国家人民军常利用这一节目进行政治学习；一些学校的公民课程上也会播放这一节目，然而实际执行时会因学校和教师而异。该节目在每周二上午11:30重播。在德累斯顿等不能收到西方电视节目的地区，《黑频道》为当地居民提供了观看少量来自ARD和ZDF新闻报道的机会，但是人们常常会根据节目断章取义，使其很难成为一个中立的信息来源。
这个节目在东德不受欢迎。根据《史塔西的国家》一书作者安娜·方德的描述，东德流传着一个都會傳奇：由于节目播出时东德观众纷纷关闭电视机，东德电力系统的工程师需要努力应对电压突变所带来的电力故障。由于东德观众实际上可以换到东德电视二台（DFF2）或西德频道，这一描述多少有些夸张。这个节目通常在周一晚上21:30分播出，前后的节目通常是影片或是其他受欢迎的节目，这样的安排是希望让那些等待影片的观众收看到这个节目。根据官方的统计，这个节目的收视率为5%，然而出于冷战中东德的社会氛围，这一数据的准确性很难保证。
1989年10月30日该节目停播，随后11月9日晚柏林墙开放，东德的电视台随后宣布“不再受政府的干预”。将近一年后，德国统一，东德电视台亦逐步按《德國統一條約》的安排，在1990-91年間解散。